# Садовник

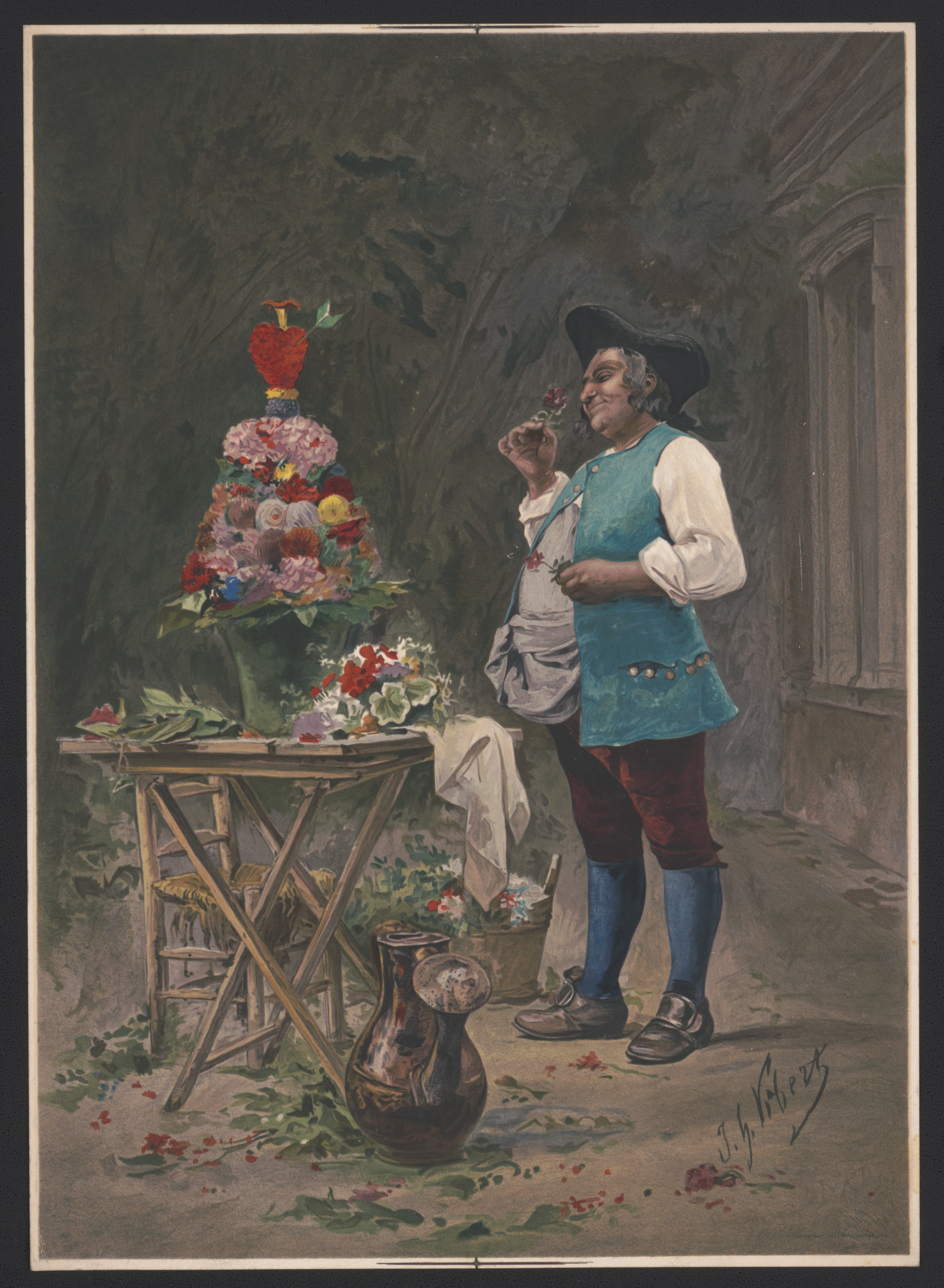
Жан Жорж Вибер. «Довольный садовник» (1877)

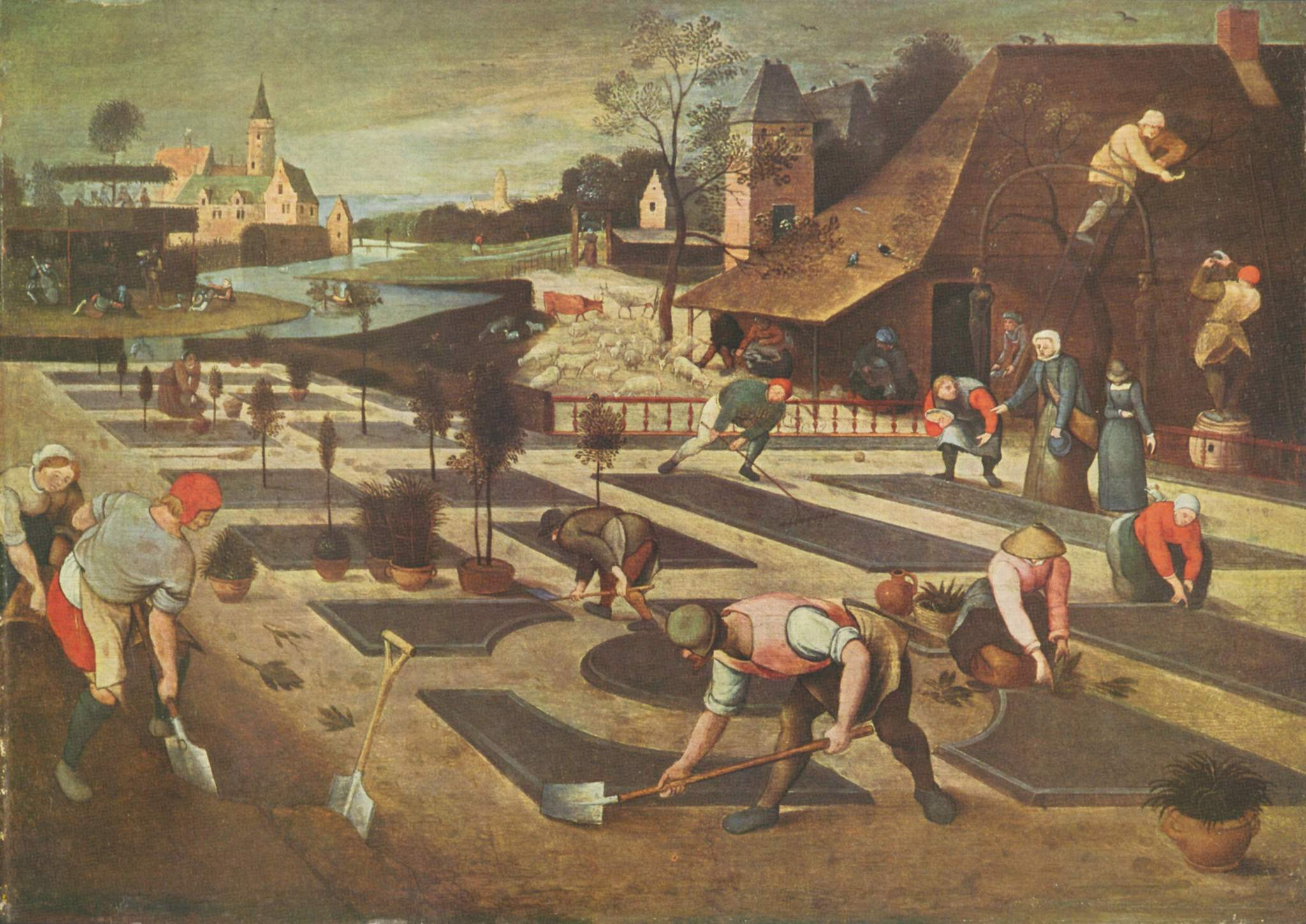

Садо́вник — специалист по уходу за садом или любым озеленённым объектом.
Садовником может быть как человек, занимающийся любительским домашним садоводством (садовод), так и профессионал, имеющий присвоенную ему государственную квалификацию садовника или рабочего зелёного хозяйства.
В качестве профессионала садовник может работать в частном усадебном саду, в городских садах и парках, в организациях, которые занимаются ландшафтным дизайном, питомниках, оранжереях.
Садовник должен обладать знаниями в таких науках, как цветоводство, агрономия, почвоведение, ботаника, дендрология. Профессиональный садовник должен обладать также навыками ландшафтного дизайнера.
Садовник должен выполнять следующие работы по уходу за садом — прополка, полив, подкормка растений удобрениями, обрезка и стрижка декоративных и плодовых растений, создание декоративных композиций, цветников и др.